# مالكية شائكة
مالكية شائكة (الاسم العلمي: Malikia spinosa) هي نوع من البكتيريا، سلبية الغرام، تتبع المالكيات.